# Giardino Oriana Fallaci
Il giardino Oriana Fallaci, già giardino Quadronno Crivelli, è un'area verde del centro di Milano, sita nei pressi di Viale Beatrice d'Este.
Creata negli anni settanta del XX secolo e dedicata nel 2007 alla giornalista Oriana Fallaci, ha una superficie di 5 800 m².